# Давид, Тревор
Тревор Давид (нидерл. Trevor David; род. 28 января 1997, Ворбург, Южная Голландия) — нидерландский футболист, защитник.

## Клубная карьера
Давид — воспитанник клуба АДО Ден Хааг. 14 января 2017 года в матче против «Херенвена» он дебютировал в Эредивизи.
13 августа 2020 года подписал двухлетний контракт с клубом ТОП Осс.